# 安西理晃
安西 理晃（あんざい りこ）は、日本の漫画家。女性。代表作の『お姉ちゃんが来た』はテレビアニメ化され2014年1月から3月まで放送された。

## 作品リスト

### 連載
- お姉ちゃんが来た（『まんがライフ』2010年12月号 - 2020年8月号[2]、『まんがライフMOMO』2011年7月号・11月号 - 2019年1月号[3]、全15巻） - 並行連載。
- 幼なじみリレイション（『まんがライフオリジナル』2014年7月号 - 2017年2月号、全2巻）
- 花色プロセス（『主任がゆく!スペシャル』72号（2014年）・75号 - 131号（2019年）、全3巻） - 第3巻のみ電子書籍限定刊行。
- 群馬犬!（『主任がゆく!スペシャル』140号（2019年）[注釈 1] - 194号（2024年）[4]、既刊1巻）

### 読み切り
- 安西さんが来た!（『まんがライフ』2014年3月号綴じ込み「まんがライフSISTER」[5]） - エッセイ[5]。

### アンソロジー
- まんがライフPARO（2011年12月[6]）
- COMIC MARKET 86 EDITION! あいまいみーオフィシャルアンソロジーコミック（2014年8月[7]）

## 出演
- 天津向の4コマトーク Vol.16（2013年3月21日） - ゲスト出演[8]。